# جنگ‌های پنهان
جنگ‌های پنهان ابرقهرمانانِ مارول (به انگلیسی: Marvel Super Heroes Secret Wars)، که معمولاً آن را با نام جنگ‌های پنهان (به انگلیسی: Secret Wars) می‌شناسند، یک سری کمیک بوک محدود و ۱۲ شماره‌ای است که از مه ۱۹۸۴ تا آوریل ۱۹۸۵ توسط مارول کامیکس منتشر شد. این سری کمیک بوک توسط جیم شوتر نوشته و توسط مایک زک و باب لیتون کشیده شده‌است.